# Schindleria praematura
Schindleria praematura är en fiskart som först beskrevs av Schindler, 1930.  Schindleria praematura ingår i släktet Schindleria och familjen Schindleriidae. IUCN kategoriserar arten globalt som livskraftig. Inga underarter finns listade i Catalogue of Life.